# 高野口駅
高野口駅（こうやぐちえき）は、和歌山県橋本市高野口町名倉にある、西日本旅客鉄道（JR西日本）和歌山線の駅である。

## 歴史

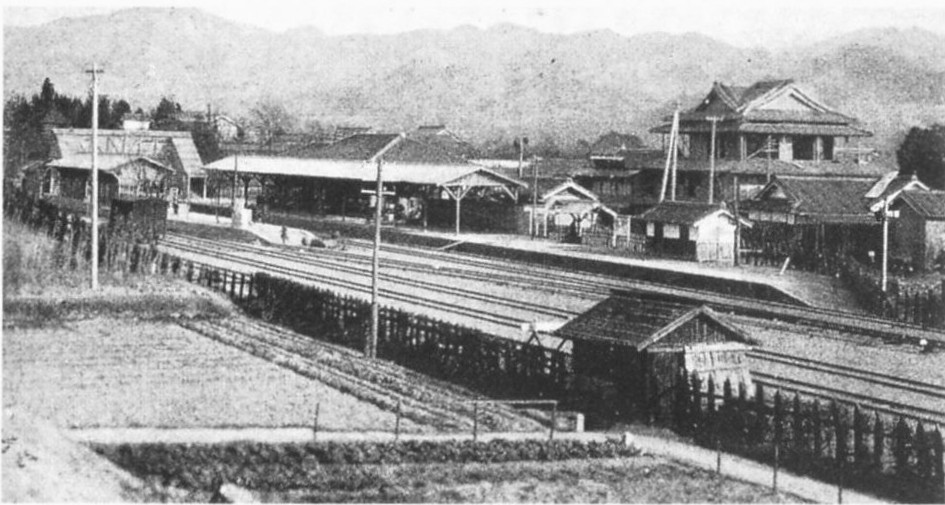
明治末期の高野口駅。葛城館らしき建物も見える。

駅の建設された高野口町名倉は、高野山参詣道が通る要地で、和歌山線の大和二見 - 和歌山（後の紀和駅）間を建設した私鉄の紀和鉄道が設立された当初から駅を要望しており、開業後は貨物の集散も見込めることから、駅の建設が予定されていた。しかし駅の設置に関連しては紛糾があった。この地域を流れていた田原川、盲川、東谷川、宮谷川の4つの河川は勾配が不規則で、大雨のたびに洪水を起こす恐れがあり、地元では改修を企画していたが費用が巨額のため実現せずにいた。鉄道建設に際して、これら4つの川を線路に沿って西へ流して嵯峨谷川に合流させる改修を行うよう、鉄道会社に対して地元から要求が行われた。もともと天井川であったこれらの河川の堤防のために停車場に傾斜が生じるところであったが、川の付け替えを行えば傾斜を除去できる上に洪水対策上も有用であったことから、巨額の経費がかかるものの会社はこれに対しては応じることにした。一方駅西側の大野地区（高野口町大野）の住民は、線路の下を人馬が通れるトンネルを3か所に設けることを要求し、踏切で十分であるとする会社側との協議はまとまらなかった。結果的に1899年（明治32年）8月4日に和歌山県知事に対して工事設計協議会の設置を求め協議を行ったがやはりまとまらなかった。9月12日には審査会の設置を求め、11月24日の審査会の結論は会社側に不利なものとなった。そこで会社は内務大臣に対して不服を唱え、翌1900年（明治33年）3月31日の裁定により会社側の設計が妥当と認められることになった。このように長く地元が設計に納得せず、また県の裁定が会社の不利となるものであったのは、当時の政党間の対立関係が影響したのではないかとされている。
建設に際しては停車場に必要な水平の土地を得るために、駅の東側の応其村（橋本市高野口町の南東部）において当初設計で土地を22フィート（約6.7 m）切り下げとしていたのを、さらに2フィート増やして24フィート（約7.3 m）の切り下げとすることになった。これに対して応其村の住民からは、地下水脈が断たれて線路南側の水田で稲作ができなくなるとの反発があり、切り下げ深さを元の22フィートに留めるか、稲作ができなくなることの補償を求め、そのどちらも不可能であれば駅を応其村に建設し、高野山の参詣道を新たにこちらに建設すべきであると主張した。しかし2フィート程度の深さの増加では地下水脈に影響するはずもなく補償の必要はないと会社は主張し、また駅の位置に関しては会社の信用にも関わるとして当初原案通りでの建設計画を進め、応其村住民を説得するのには1年余りを要したという。

### 年表
- 1901年（明治34年）3月29日：紀和鉄道の橋本駅 - 妙寺駅間に名倉駅（なくらえき）として新設開業[1][8]。
- 1903年（明治36年）1月1日：高野口駅に改称[8]。
- 1904年（明治37年）8月27日：紀和鉄道の路線を関西鉄道が買収。同社の駅となる[1]。
- 1907年（明治40年）10月1日：鉄道国有法により関西鉄道が国有化され、帝国鉄道庁の駅となる[1][8]。
- 1909年（明治42年）10月12日：線路名称が制定され、和歌山線の所属となる[1]。
- 1971年（昭和46年）10月1日：貨物の取り扱いを廃止[8]。
- 1984年（昭和59年）2月1日：荷物扱い廃止[8]。
- 1987年（昭和62年）4月1日：国鉄分割民営化により、西日本旅客鉄道の駅となる[1][8]。
- 2020年（令和2年）3月14日：ICカード「ICOCA」が利用可能となる[9]。
- 2021年（令和3年）7月1日：駅業務がJR西日本メンテックからJR西日本交通サービスに移管された。
- 2022年（令和4年）4月1日：終日無人化[2]。
- 2023年（令和5年）6月2日：令和5年台風第2号の集中豪雨により構内で盛り土が崩壊、復旧工事のため橋本駅－粉河駅間が不通となった[10]。

## 駅構造

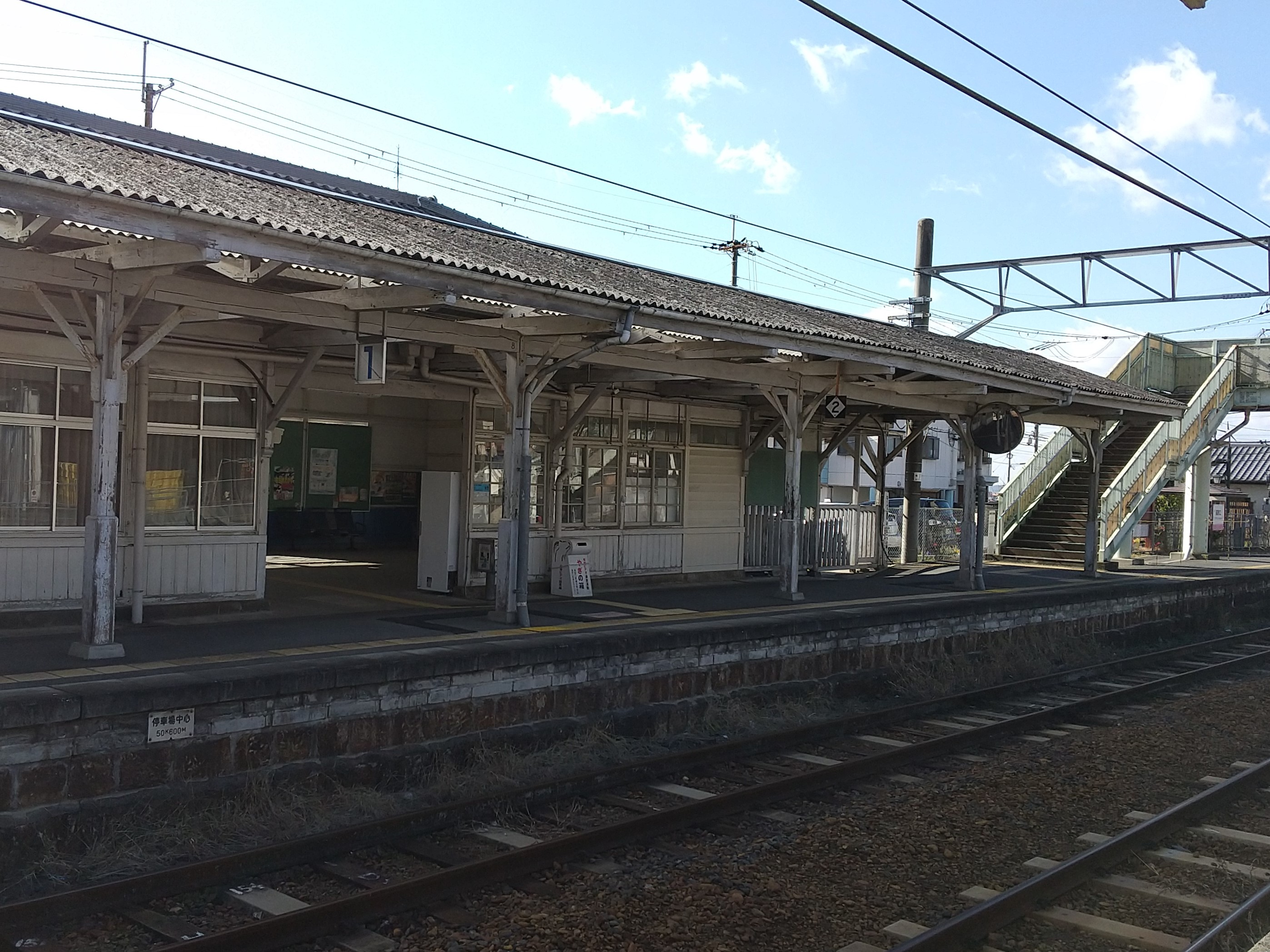
1番線ホーム

相対式2面2線のホームを持つ行違い可能な地上駅。駅本屋側ホームが1番（下り）のりば、跨線橋を渡った反対側ホームが2番（上り）のりばである。
無人駅（橋本駅管理）であり、駅舎内には自動券売機が設置されている。かつて営業していたキオスクは撤去された。なお、トイレは駅前に設置されている。
一部の電車を除き、全ての扉は開かない。

### のりば
| のりば | 路線     | 方向 | 行先             |
| ------ | -------- | ---- | ---------------- |
| 1      | 和歌山線 | 下り | 粉河・和歌山方面 |
| 2      | 和歌山線 | 上り | 橋本・五条方面   |

付記事項
- かつては高野山への参詣客で賑わっていた名残か、やや大きく古い木造駅舎が残る。車寄せの柱に付けられた建物財産標(票)には「明治45年4月」と書かれている。
- 「高野口」という駅名だが、高野山駅方面（南海電鉄）への乗り換え駅は2駅隣の橋本駅である。なお、南海高野線九度山駅が当駅の約3 km南方に所在する。
- ホーム上の待合室には壁画が飾られている[12]。なお、この壁画は和歌山県立伊都高等学校（2017年3月閉校[13]）の美術部員が制作したものである[12]。

## 利用状況
1日の平均乗車人員は以下の通りである。
| 年度               | 1日平均 乗車人員 | 1日平均 乗降人員 |
| ------------------ | ---------------- | ---------------- |
| 1980年（昭和55年） |                  | 3,104            |
| 1985年（昭和60年） |                  | 2,802            |
| 1990年（平成02年） |                  | 2,480            |
| 1995年（平成07年） |                  | 2,468            |
| 1998年（平成10年） | 1,148            |                  |
| 1999年（平成11年） | 1,085            |                  |
| 2000年（平成12年） | 1,067            | 2,140            |
| 2001年（平成13年） | 1,059            |                  |
| 2002年（平成14年） | 911              |                  |
| 2003年（平成15年） | 902              |                  |
| 2004年（平成16年） | 883              |                  |
| 2005年（平成17年） | 873              | 1,746            |
| 2006年（平成18年） | 869              | 1,738            |
| 2007年（平成19年） | 861              | 1,722            |
| 2008年（平成20年） | 912              | 1,820            |
| 2009年（平成21年） | 859              | 1,718            |
| 2010年（平成22年） | 894              | 1,788            |
| 2011年（平成23年） | 904              | 1,808            |
| 2012年（平成24年） | 885              | 1,770            |
| 2013年（平成25年） | 867              | 1,734            |
| 2014年（平成26年） | 800              | 1,600            |
| 2015年（平成27年） | 749              | 1,498            |
| 2016年（平成28年） | 688              | 1,376            |
| 2017年（平成29年） | 626              | 1,252            |
| 2018年（平成30年） | 603              | 1,206            |
| 2019年（令和元年） | 582              | 1,166            |
| 2020年（令和02年） | 539              | 1,078            |
| 2021年（令和03年） | 543              | 1,086            |
| 2022年（令和04年） | 544              | 1,088            |

## 駅周辺

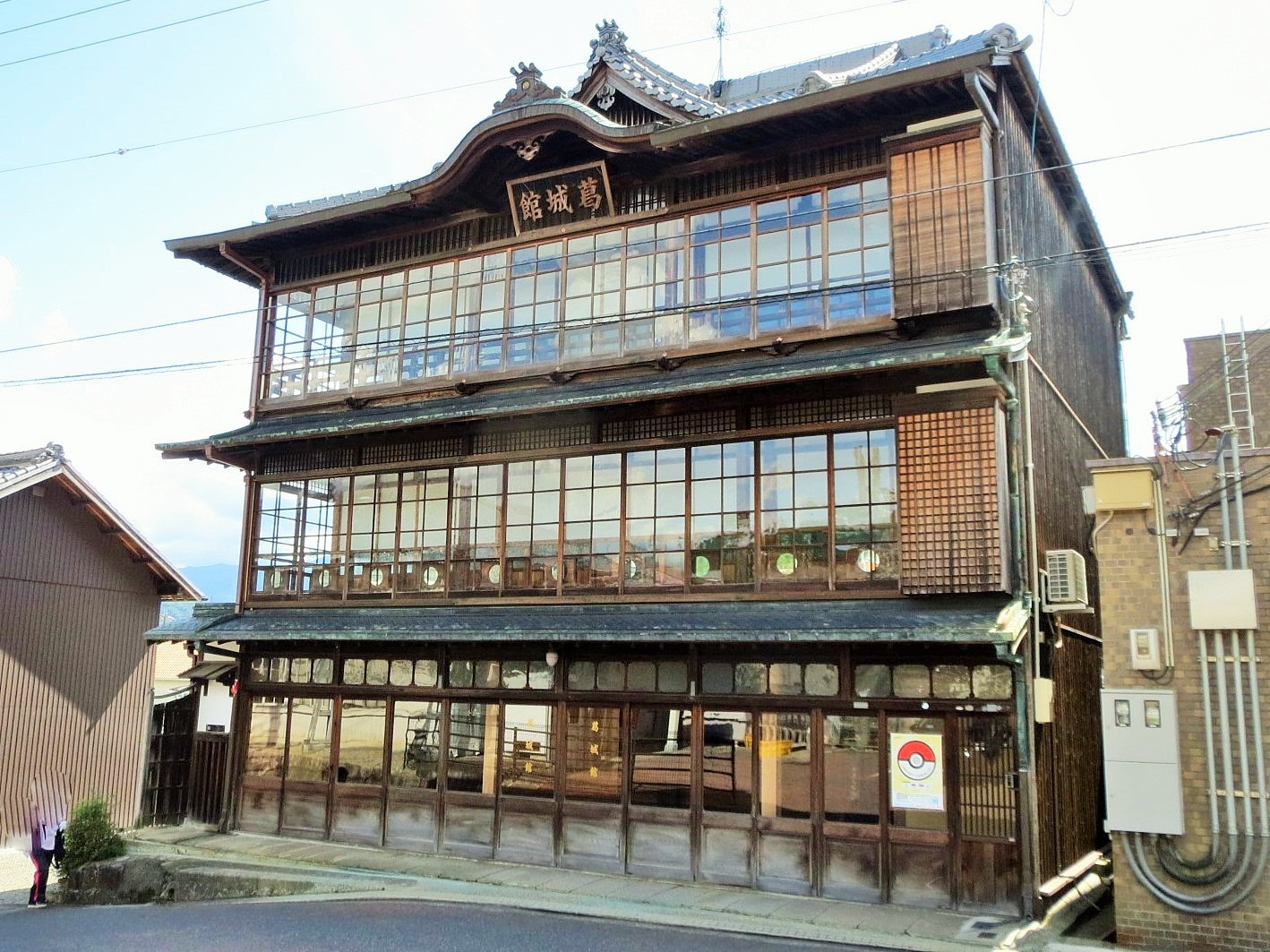
旧葛城館（2020年9月）

民家が密集する所にあり、和歌山県道113号線が当駅へのアクセス道路を担っている。駅南側には商店が所々に点在し、織物工場が数軒ある。紀ノ川の方へ下ると支援学校や産業文化会館に至る。駅北側には織物資料館や高野口公園があり、同公園の北側を京奈和自動車道（橋本道路）が通る。
- 高野口公園
- せせらぎ公園
- 住吉運動公園
- パイル織物資料館
- 妙中パイル織物
- 原田織物
- コマイ 本社工場 - インテリア家具製造業
- 名古曽廃寺
- 旧葛城館 - 駅前にある木造3階建ての建物。2001年に国の登録有形文化財に登録された。
- 瀧の井戸 - 「浦之段[注釈 1]の滝の井」という通称がある。1987年に「紀の国名水」に指定された。
- 高野口郵便局
- 高野口商工会
- 橋本市産業文化会館「アザレア」[15]
- 和歌山県立伊都中央高等学校
- 和歌山県立きのかわ支援学校
- 橋本市立高野口小学校
- 橋本市立高野口幼稚園
- 京奈和自動車道（橋本道路）
- 国道24号
- 和歌山県道112号九重名倉線
- 和歌山県道113号高野口停車場線
- 紀ノ川

## バス路線
駅前に「高野口駅前」停留所があり、下記の各路線が発着する。
南海りんかんバス
- 橋本丹生都比売線
  - 丹生都比売神社前 行き
  - 橋本駅前 行き

※秋季の土曜・休日のみ運行。
橋本市コミュニティバス
- 西部線
  - 橋本駅前 行き
- 東西幹線
  - 橋本駅前 行き

橋本市デマンドタクシー
- 九重・田原線
  - 九重北 行き
  - エコパーク紀望の里前 行き
- 竹尾・嵯峨谷線
  - 竹尾 行き

## その他
- 駅スタンプは、標準仕様のものと1990年にJR西日本和歌山支社が設置したものがある。
- ウインズ平阪が2017年1月3日に発売した『ウインズ平阪１st Album』に「高野口SAMBA」が収録されており、同曲のミュージック・ビデオの冒頭に当駅が映る[17]。

## 隣の駅
西日本旅客鉄道（JR西日本）
 和歌山線
■快速（粉河駅以東各駅停車）・■普通
紀伊山田駅 - 高野口駅 - 中飯降駅